# 22. Armee (Rote Armee)
Die sowjetische 22. Armee (russisch 22-я армия) war im Zweiten Weltkrieg ein militärischer Großverband der Roten Armee, der am Nordabschnitt der Ostfront und zu Kriegsende in Kurland eingesetzt wurde.

## Geschichte

### 1941
Die 22. Armee wurde im Juni 1941 auf der Grundlage des Kommandos des Militärbezirks Ural aufgestellt. Die Stawka hatte schon vor Ausbruch des Deutsch-Sowjetischen Krieges Maßnahmen ergriffen, um die Verteidigung an der westlichen Grenze zu verstärken. Am 13. Mai 1941 befahl der Generalstabschef die Aufstellung der 21., 22. und 19. Armee in den Militärbezirken Ural, Wolga und Nordkaukasus sowie deren Aufmarsch im Raum zwischen Dnjepr und der westlichen Düna. Die Konzentration dieser Truppen sollte bis zum 3. Juli beendet sein. Der Aufmarsch der 22. Armee begann am 12. Juni, zehn Tage vor Ausbruch des Vaterländischen Krieges. Das Hauptquartier der 22. Armee kam am 25. Juni nach Welikije Luki. In den Aufmarschräumen waren mit Kriegsbeginn einige Formationen noch nicht vollständig mit Waffen und Ausrüstung versehen, die Armee verfügte erst über etwa 100 Panzer und 700 Geschütze. Das Oberkommando hatte Generalleutnant F. A. Jerschakow, als Stabschef fungierte Generalmajor G. F. Sacharow. Die Artillerie der Armee wurde von Generalleutnant P. N. Nitschkow geführt; Chef der Operationsabteilung war Oberst Nerjanin. Der Leitung der Kommunikationsabteilung hatte Oberst P. K. Panin und Stellvertretender Kommandeur für Logistik war Generalmajor A. I. Wostruchow. Am 25. Juni erhielt die 22. Armee von Marschall S. M. Budjonny den Befehl die Verteidigung zwischen Suschchewo – Nowosokolniki – Newel – Witebsk vorzubereiten. Als sich die militärische Situation schnell veränderte, wurden zwei Tage später die Aufgaben geändert: Die Armee wurde angewiesen, die Verteidigung an der westliche Düna von Kraslava über Drissa bis Witebsk zu organisieren. Die Linie konnte aber aufgrund des Abzugs der Truppen der Nordwestfront nicht gehalten werden. Ende Juni trat die 112. Schützen-Division als erste Formation in die Kämpfe gegen die deutschen Truppen ein. Anfang Juli besetzte die Armeedivisionen die Verteidigungslinie an der Naht zwischen Befestigten Raum Sebesch – Witebsk (einschließlich), es waren bereits Stellungen eingerichtet und Hindernisse angelegt, zu den unterstellten Formationen gehörten 6 Schützen-Divisionen:
51. Schützenkorps, Generalmajor Akim Markowitsch Markow
- 112. Schützen-Division, Oberst Iwan Andrejewitsch Kopjak (Perm)
- 153. Schützen-Division, Oberst N. A. Gagen (Swerdlowsk)
- 98. Schützen-Division, Generalmajor M. F. Gawrilow (Ischewsk)

62. Schützenkorps, Generalmajor Iwan Petrowitsch Karmanow
- 170. Schützen-Division, Generalmajor T. K. Silki (Sterlitamak)
- 174. Schützen-Division, Oberst Alexei Iwanowitsch Zygin (Tscheljabinsk)
- 186. Schützen-Division, Generalmajor N. I. Birjukow (Ufa)

Am 4. Juli besetzten deutsche Truppen einen Brückenkopf im Gebiet der Disna am rechten (nördlichen) Ufer der westlichen Düna. Die Deutschen versuchten, den Brückenkopf auszubauen, die sowjetischen Truppen versuchten ihn zu beseitigen. Am 5. Juli stießen die Deutschen im Raum Gorodok in den Rücken der 186. Schützen-Division vor. In Richtung Polozk wurden die ganze Nacht heftige Kämpfe mit dem Feind geführt, der versuchte, den Fluss Düna zu erzwingen. Die rechte Flanke der 22. Armee hielt nur im Raum Ula stand und hinderte den Gegner weiter voranzukommen. Am Abend des 4. Juli erreichten zwei deutsche Infanteriedivisionen die Verteidigungslinie, auch die SS-Division Totenkopf wurde nachgezogen, deutsche Flugzeuge beherrschten die Luft. Die deutsche 20. Panzerdivision konnte bis zum Abend des 6. Juli die Stadt Welisch erreichen. Bis 7. Juli gab es nur lokale Scharmützel mit durchgebrochenen deutschen Formationen, dann stand die Armee mit allen Divisionen im Abwehrkampf. Am 8. Juli erfolgte der deutsche Durchbruch, der Kommandeur der 126. Schützen-Division, Generalmajor M. A. Kusnezow wurde tödlich, zwei Regimentskommandanten und der Stabschef der Division schwer verwundet. Während der weiträumigen Kesselschlacht bei Smolensk wurde die Verteidigung der 22. Armee in der Region Ula westlich von Witebsk durchbrochen: Am 12. Juli startete das LVII. Armeekorps (mot.) eine Offensive aus dem Düna-Brückenkopf an der Disna und drang nach Dretuni vor. Die 20. Panzerdivision hatte nach viertägigen Kämpfen im Raum Lepel die Aufgabe, die westliche Düna zu überschreiten, sie näherte sich Ula und strebte weiter zur Düna bei Beschenkowitschi. Die 186. Schützen-Division, deren letzte Teile gerade entladen worden waren, stand erst am Abend an der westlichen Düna und hatte eine Brücke über den Fluss gesprengt. Drei Divisionen der deutschen Panzergruppe 3 drangen nach Witebsk durch. Ein sowjetischer Gegenangriff im Raum Kljastizy konnte die Lage an der Düna kurzfristig wieder herstellen und den befestigten Raum um Sebesch halten, bis der Rückzug der 27. Armee nach Nordwesten, die rechte Flanke der 22. Armee öffnete. Infolgedessen dieser Operation wurde die Front der 22. Armee gespalten.
Gliederung der 22. Armee am 10. Juli 1941
51. Schützenkorps (Generalmajor A. M. Markow)
- 170. Schützen-Division (Generalmajor T. K. Silkin)
- 112. Schützen-Division (Oberst I. A. Kopjak)
- 98. Schützen-Division (Generalmajor M. F. Gawrilow)

62. Schützenkorps (Generalmajor I. P. Karmanow)
- 126. Schützen-Division (Oberst J. W. Bedin)
- 174. Schützendivision (Oberst Alexei Iwanowitsch Zygin ab 3. September Generalmajor Pawel Fedosejewitsch Ilinitsch)
- 186. Schützen-Division (Generalmajor N. I. Birjukow)

29. Schützenkorps (Generalmajor A. G. Samochin)
- 214. Schützendivision (Generalmajor A. I. Rozanow)
- 48. Panzerdivision (Oberst D. Ya. Jakowljew)
- 179. Schützendivision (Oberst Alexander Josifowitsch Ustinow)
- 50. Schützendivision (Generalmajor Wassili Pawlowitsch Jewdokimow ab 2. August Oberst Arkadi Alexsandrowitsch Borejko)

Das deutsche Oberkommando forcierte die Eroberung von Polozk und glaubte mit einem Stoß gegen die rechte Flanke der Westfront, welche durch die 22. Armee verteidigt wurde, entscheidende Vorteile erringen zu können. Zu diesem Zweck wurden Angriffe in drei Richtungen geführt: an der rechten Flanke über Sebesch und Idriza durch die Streitkräfte des II. Armeekorps, in der Mitte über Dsisna nach Borkowitschi durch das LVII. Korps und an der linken Flanke über Gorodok nach Welikje Luki durch Teile des XXXIX. motorisierten Korps. Die Deutschen versuchten ab 13. Juli mehrere Brückenköpfe an der Nordküste der westlichen Düna zu errichten. Am 15. Juli erreichten deutsche Truppen den Raum Newel, das kaum 10 km vom Hauptquartier der 22. Armee entfernt lag. Mit Erlaubnis des Generalstabs wurde der Befehl erteilt, die Armeeeinheiten in eine zuvor vorbereitete Verteidigungslinie zurückzuziehen. Das Hauptquartier der 22. Armee wurde in die Bahnstation von Nazimowo zurückverlegt, fast alle Einheiten der 22. Armee wurden umzingelt. Das 51. Schützenkorps war vollständig eingekesselt, die Fluchtwege von deutschen Streitkräften kontrolliert. Außerhalb der Einkreisung befanden sich nur die 214. Schützen-Division, die erst am 8. Juli aus Fernost eingetroffen war. Außerdem war noch die in Armeereserve gestandene 179. Schützen-Division verfügbar. Alle Restverbände gingen im Korpskommando des 29. Schützenkorps (Generalmajor A. G. Samochin) auf. Die 112. und 98. Schützen-Division versuchte drei Tage lang an der Rollbahn Newel – Pustoschka auszubrechen. Die 153. Schützen-Division schied am 15. Juli aus der 22. Armee aus. Erst am 20. Juli gelang es großen Teilen der 22. Armee aus der Umzingelung auszubrechen. Der Kommandeur F. A. Jerschakow wurde später Kommandeur der 20. Armee und starb nach erneuter Einkesselung in deutscher Gefangenschaft. Die 112. und 170. Schützen-Division wurden aufgelöst, und das überlebende Personal verschmolz mit den anderen Formationen. Teile der 48. Panzerdivision, Milizen und eine kombinierte Abteilung bereiteten die Verteidigung von Welikije Luki vor. Deutsche Truppen drangen ab 16. Juli in die Polozk ein, es kam zu Straßenschlachten mit der 174. Schützen-Division, die weitere Tage andauerten (18. und 19. Juli). Am 27. Juli verschanzte sich die 22. Armee am Oberlauf des Flusses Lowat und wurde Teil des rechten Flügels der neu etablierten Reservefront. Auch das 61. Schützenkorps konnte sich unter schweren Verlusten vom Gegner lösen und den Ausbruch mit kleineren Formationen erzwingen. Erst ab 21. August ging die 22. Armee mit der 212., 186., 214., 126. Schützen-Division wieder zu lokalen Gegenangriffen über. Die Armee vereitelte damit Versuche des Gegners, die linke Flanke der Nordwestfront und die rechte Flanke der Westfront zu umgehen.
Armeegliederung am 1. Oktober 1941
- 126. Schützen-Division (Oberst E. V. Bedin)
- 133. Schützen-Division (Generalmajor V. I. Schwetzow)
- 174. Schützen-Division (Oberst P. F. Iljinych)
- 179. Schützen-Division (Brigadier N. I. Konchitz)
- 186. Schützen-Division (Oberst A. P. Filipenko)
- 256. Schützen-Division (Generalmajor S. G. Gorjatschow)

Im September versuchte die Armee im Raum Toropez mehrere Gegenangriffe, besonders erfolgreich waren die Aktionen der 256. Schützen-Division. Anfang Oktober 1941 wurde die 22. Armee vom deutschen VIII. und XXIII. Armeekorps in Richtung Ostaschkow zurückgedrängt. Ab dem 17. Oktober nahm sie im Raum südwestlich von Rschew als Teil der Kalinin-Front an der Schlacht um Rschew teil. Der tiefe Durchbruch der Deutschen in Richtung Rschew zwang die Stawka dazu, der 22. Armee die Anweisung zu erteilen, sich vom Feind loszureißen und eine neue Verteidigungslinie bei Selischarowo entlang der Wolga aufzubauen. Als es den Deutschen an einigen Stellen gelang, den Fluss zu überqueren, wurde der sogenannte Wolga-Damm von Beishlot gesprengt. Von Oktober bis Dezember 1941 stand die 22. Armee mit der 178., 179., 186., 220. und 250. Schützen-Division in Defensive und hielt zusammen mit der links angrenzenden 30. Armee ein Sprungbrett für die zukünftige Offensive der 4. Stoßarmee. am südlichen Ufer der Wolga.

### 1942
Mitte Januar 1942, nach dem erfolgreichen Durchbruch der 4. Stoßarmee am linken Flügel der deutschen 9. Armee auf Welisch, hatte die 22. Armee auf Nelidowo vorzugehen und wurde dafür durch eine Reihe neuer Formationen verstärkt. Die 155., 158., 362. und 360. Schützen-Division waren zusätzlich als Verstärkung neu eingetroffen. In der Offensive standen die 119. (später die 17. Garde-), die 178. (bald der 31. Armee unterstellt) und die 186. Schützen-Division. Nachdem die 22. Armee den Raum nördlich von Bely erreicht hatte, drängte sie die deutsche Gruppierung zusammen mit der 39. Armee in Richtung Olenino zurück, wobei Ende April die Front erstarrte. Während der Operation Mars (November/Dezember 1942) führte die 22. Armee (Generalleutnant Juschkewitsch) zur Unterstützung des bei Bely angesetzten Hauptschlages durch die südlicher angreifende 41. Armee einen Angriff gegen den linken Flügel des deutschen XXIII. Armeekorps am westlichen Frontbogen von Rschew durch. Eingesetzt waren dabei die 155., 185., 238. und 362. Schützen-Division sowie die 114. Schützen-Brigade. Die 22. Armee, welche am 25. November antrat wurde beim Angriff gegen den Lutschessa-Abschnitt durch das 3. mechanisierte Korps (Generalmajor Katukow) unterstützt. Bis zum 30. November eroberten die sowjetischen Truppen einen Vorsprung von 8 Kilometern Breite und 15 Kilometern Tiefe. Trotzdem gelang der 22. Armee der operative Durchbruch an der Straße Olenino-Bely nicht.

### 1943
Anfang März wurden das Hauptquartier nach Übergabe der Formationen an die 39. Armee an den rechten Flügel der Kalinin-Front in den Raum Cholm verlegt. Die Armee besetzte gegenüber dem deutschen II. Armeekorps (mit 12., 93. und 218. Infanterie-Division) und verteidigte am Fluss Lovat und auf den Höhen von Beschanizy, wo fast ständig lokale Kämpfe ausgetragen wurden.
Armeegliederung im März 1944
- 2. Garde-Schützenkorps (45. Ski-Brigade, 8. Garde-Schützen-Division, 33. und 117. Schützendivision)
- 6. Schützenkorps (74., 91. und 78. Schützendivision)
- 54. Garde-Schützenkorps (75., 46. und 150. Schützendivision)

Noch im März 1943 wurde versucht, die feindliche Verteidigung in Richtung Nasva zu durchbrechen, was jedoch erfolglos blieb. Ab 21. April wurde die 22. Armee Teil der Nordwestfront, dann ab 13. Oktober 1943 der Baltischen Front (ab 20. Oktober umbenannt in 2. Baltische-Front). Es folgten Angriffskämpfe am Tschernuschka-Abschnitt und bis Herbst 1943 neuerlicher Stellungskrieg. Infolge der Newel-Gorodoker Operation (6. Oktober – 31. Dezember 1943) konnte die 22. Armee am 29. Januar 1944 Nowosokolniki besetzen.

### 1944
Von Januar bis Februar 1944 nahm die 22. Armee während der Leningrad-Nowgoroder Operation als Teil der 2. Baltischen Front beim Vorstoß in Richtung Ostrow teil. Dann führte die Armee mit neuen Divisionen, wie der 43. Garde-Schützendivision, der 26. und 115. Schützen-Division eine offensive Operation durch, um die sogenannten Höhen von Beschanizy zu nehmen.
Armeegliederung im Januar 1944
- 44. Schützenkorps, Generalmajor Michail Nikitsch Kleschin (33. und 319. Schützendivision, 54. Schützenbrigade)
- 8. Garde-Schützen-Division, Oberst Spiridon Sergejewitsch Tschernjugow
- 43. Garde-Schützen-Division, Oberst Detlav Karlowitsch Brantkaln

Vom 18. Februar bis 1. März 1944 führte die 2. Baltische Front die Staraja Russa-Noworschewer Operation durch, dabei wurde am 21. Februar Cholm befreit. Die 22. Armee erhielt danach die Aufgabe einen Brückenkopf über die Welikaja-Fluss nördlich des Puschkin-Gebirges bei Michailowski und Trigorski zu schaffen und die deutschen Rückzugswege abzuschneiden. Der gewonnene Brückenkopf wurde mit Kräften des 115., 33., 26. Schützen- und der 8. Garde-Division gesichert. Das Frontkommando übertrug die Weiterführung der Kämpfe nördlich des Puschkin-Gebirges dann an die 10. Gardearmee und wenige Tage später an die 1. Stoßarmee, wobei die im Brückenkopf befindlichen Divisionen der 10. Garde-Armee übertragen wurden.
Im April 1944 wurde Generalleutnant G. P. Korotkow zum Befehlshaber der 22. Armee ernannt, die jetzt in das Gebiet westlich von Newel versetzt wurde, um bei der für Ende Juni geplanten Operation Bagration die Nordflanke der 1. Baltischen Front zu decken. Im Rahmen der 2. Baltische Front ging die 22. Armee während der Reschiza-Dwinsker Operation ab 11. Juli in die Offensive in Richtung auf Luzda und Rēzekne über, am 18. Juli überbrückte sie die Welikaja und schnitt darauf gegnerische Kräfte in den Wäldern nördlich von Kljastizi ab. Die 98. Schützen-Division kämpfte in Richtung Rossoni-Kljastizi-Osweja, wo bereits weißrussische Partisanen die Region unter ihre Kontrolle gebracht hatten. Die 22. Armee rückte weiter in den Raum Jakobstadt an das linke Ufer der Düna vor. Die Stadt Krustpils war ein wichtiger strategischer Punkt, dessen Befreiung die 22. Armee am 8. August mit Hilfe des 5. Panzerkorps (Generalmajor M. G. Sachno) erreichte. Zu den Ersten, die in Lettland eindrangen, gehörten die Soldaten des 130. Schützenkorps unter General D. K. Brantkaln, das zeitweilig auch Teil der 22. Armee war. In der Rigaer Operation, die mit der Befreiung der lettischen Hauptstadt endete, operierte die 22. Armee von Süden her aus dem Raum Mitau. Teile der lettischen 130. Schützenkorps nahmen an dieser Operation teil und waren unter den Ersten, welche am 14. Oktober mit der 10. Gardearmee in den östlichen Teil der Stadt Riga eindrangen.

### 1945
Von Oktober 1944 bis April 1945 führte die 22. Armee zusammen mit anderen Frontkräften der 2. Baltischen Front am Abava-Abschnitt im Raum Kandau die Blockade der Heeresgruppe Nord (ab 26. Januar 1945 Heeresgruppe Kurland) durch. Die deutsche 16. und 18. Armee wurde dabei so eng blockiert, dass keine Möglichkeit bestand, größere Verbände über See aus Kurland abzuziehen. Anfang April 1945 wurde die 22. Armee nach Übergabe des Verteidigungssektors an andere Truppenteile zur Leningrader Front abgezogen, danach in die Reserve des Oberkommandos versetzt.
Mitte April 1945 wurde die 22. Armee in die Region Bukarest nach Rumänien versetzt. Im August 1945 verlegte das Hauptquartier der Armee auf die Krim, nachdem es dem Militärbezirk Odessa ihre Formationen abgegeben hatte. Im Juni 1945 wurde im Zusammenhang mit der Demobilisierung auch die 22. Armee aufgelöst und das Hauptquartier zur Verwaltung des Militärbezirks Tauris verwendet.

## Führung
Befehlshaber
- Generalleutnant F. A. Jerschakow (Juni – August 1941)
- Generalmajor W. A. Juschkewitsch (August – 19. Oktober 1941)
- Generalmajor W. I. Wostruchow (20. Oktober 1941 – März 1942)
- Generalleutnant W. A. Juschkewitsch (April – 12. Dezember 1942)
- Generalmajor D. M. Seleznew (12. Dezember 1942 – März 1943)
- Generalleutnant W. A. Juschkewitsch (März 1943 – April 1944)
- Generalleutnant G. P. Korotkow (April 1944 – September 1945)

Generalstabschefs
- Generalmajor Georgi Fjodorowitsch Sacharow (1941)
- Generalmajor Boris Alexejewitsch Pigarjewitsch (1941)
- Generalmajor Michail Alexejewitsch Schalin (1941–1943)
- Generalmajor Nikolai Sergejewitsch Dronow (1943–1945)

Mitglieder des Militärrats
- Korpskommissar D. S. Leonow (1941)
- Brigadierkommissar Iwan Petrowitsch Schewtschenko (1941)
- Generalmajor Anatoli Michailowitsch Katkow (1941–1945)